# Jørn Krab
Jørn Krab (født 3. december 1945 i Haderslev) er en dansk tidligere roer, bror til Preben Krab. Han repræsenterede Haderslev Roklub
Krab vandt, sammen med Harry Jørgensen og sin bror Preben Krab, bronze i toer med styrmand ved OL 1968 i Mexico City. Danskerne sikrede sig medaljen efter en finale, hvor Italien vandt guld mens Holland fik sølv. Det var den ene af otte danske medaljer ved legene. Det var det eneste OL, Krab deltog i.
Krab-brødrene blev i 2008 optaget i Haderslev Kommunes idrætskanon.

## OL-medaljer
- 1968:  Bronze i toer med styrmand